# Costa Occidental de Huelva
La Costa Occidental de Huelva es una comarca ubicada en el suroeste de la provincia de Huelva, en Andalucía. Comprende cuatro municipios costeros (Ayamonte, Isla Cristina, Lepe y Cartaya) y dos de interior (Villablanca y San Silvestre de Guzmán) que en 2022 contaban una población en conjunto de 106 186 habitantes.
El territorio de la comarca comprende los dominios históricos del Marquesado de Ayamonte (Guzmanes) y añade el municipio de Cartaya, que pertenecía al Marquesado de Gibraleón (Zúñiga). El municipio de Punta Umbría, segregado de Cartaya en 1963, se incluye en la Comarca Metropolitana de Huelva. Sus espacios verdes más importantes son los parajes naturales de Marismas del río Piedras y Flecha del Rompido y Marismas de Isla Cristina y entre sus Bienes de Interés Cultural destacan varios castillos, torres de almenara e iglesias.

## Historia
Es un territorio de reciente colonización y escasamente explotado, situado en el tramo final de la cuenca sedimentaria del Guadiana, abierto al Atlántico y fronterizo en su límite occidental con Portugal, que cuenta con unas infraestructuras adecuadas que lo articulan de este a oeste y en dirección al país vecino.
El territorio de la comarca comprende los dominios del Marquesado de Ayamonte (Guzmanes) y añade el municipio de Cartaya, que pertenecía al Marquesado de Gibraleón (Zúñiga). El municipio de Punta Umbría, segregado de Cartaya en 1963, se incluye en la Comarca Metropolitana de Huelva. 

## Medio físico

### Ubicación
La comarca se encuentra en el suroeste de la provincia de Huelva, junto a la frontera con Portugal. Limita al este con la Comarca Metropolitana de Huelva, al sur con el océano Atlántico, al oeste con Portugal y al norte con la comarca de El Andévalo.
| Noroeste: Portugal        | Norte: El Andévalo    | Noreste: El Andévalo                  |
| Oeste: Portugal           |                       | Este: Comarca Metropolitana de Huelva |
| Suroeste Océano Atlántico | Sur: Océano Atlántico | Sureste: Océano Atlántico             |

### Geografía
Un porcentaje muy significativo de su superficie natural está protegido mediante alguna figura autonómica, europea o internacional. Sus espacios verdes más importantes son: el Paraje Natural Marismas del Río Piedras y Flecha del Rompido, el Paraje natural Marismas de Isla Cristina, el cordón dunar costero y la laguna de Prado Hondo, así como diversos alcornocales y dehesas.
La zona se configura en su zona sur mediante el sistema sedimentario del Guadiana (área de Canela-Carreras) y el Piedras, muy cambiante por los depósitos fluviales y mareales así como por las afecciones de temporales y maremotos en los últimos siglos. Recientemente la configuración costera ha sido alterada por la construcción de varios diques; el Juan Carlos I, los espigones de Levante y Poniente de Isla Cristina (en la desembocadura del Carreras), así como los del Guadiana tanto en la zona española como portuguesa. La tendencia es la acumulación sedimentaria al este de los diques, puesto que la corriente dominante viene del oeste y arrastraría los sedimentos desde esa dirección.
Más al interior, el terreno es más antiguo, llegando a haber afloramientos triásicos en el término municipal de Ayamonte, y elevándose el terreno aunque escasamente en lo que se conoce como Tierra Llana de Huelva que se extiende hacia el norte hasta el Andévalo.
La especie dominante autóctona en la costa es la higuera, ahora dominada por el monte bajo, el pinar y cultivos antrópicos de naranjos, fresas y otras bayas. Más al interior el ecosistema natural es la dehesa.

## Demografía
La comarca está formada por una red de ciudades medias (Ayamonte, Cartaya, Isla Cristina y Lepe) y otras dos que son las cabezas de municipios rurales (San Silvestre de Guzmán y Villablanca). De los ocho municipios de más de 20.000 habitantes de la provincia, cuatro se encuentran en esta comarca, así como el más poblado tras la capital provincial (Lepe).
La dinámica poblacional en el siglo XXI fue un aumento continuado en los primeros años hasta alcanzar un pico relativo de población en 2012, con más de 93 000 habitantes, tras el cual comenzó a descender paulatinamente hasta situarse por debajo de los 91.000 habitantes, para finalmente iniciar un periodo de afianzamiento desde 2018 que superaría el pico previo de 2012 y rozar los 94.000 censados en 2020.
| Escudo | Municipio               | Superficie (km2) | Población (2024) | Densidad (hab./km2) |
| ------ | ----------------------- | ---------------- | ---------------- | ------------------- |
|        | Ayamonte                | 141,28           | 21 622           | 153,04              |
|        | Cartaya                 | 226,40           | 21 408           | 94,56               |
|        | Isla Cristina           | 50,50            | 21 641           | 428,53              |
|        | Lepe                    | 127,94           | 29 241           | 228,55              |
|        | Villablanca             | 98,0             | 2 979            | 30,40               |
|        | San Silvestre de Guzmán | 49,0             | 644              | 13,14               |
|        | Total                   | 693,12           | 97 535           | 140,72              |

## Economía
La economía de la zona está basada tradicionalmente en el sector primario: la nueva agricultura con el cultivo de fresas en Lepe y Cartaya; y la pesca, en la que destacaría como primer puerto en capturas de Andalucía el puerto de Isla Cristina; y de forma secundaria, la silvicultura.
El sector turístico está aún en proceso de desarrollo en este tramo del litoral onubense, en el que hasta finales del siglo XX se limitaba eminentemente a segundas residencias para periodos vacacionales: los servicios al visitante están en proceso de implantación o en el mejor de los casos recientemente implantados. Sin embargo el número de camas se ha multiplicado desde 1995, con una ahora numerosa oferta de hoteles de 4 y 5 estrellas, existiendo en esta comarca los dos únicos hoteles de la provincia de 5 estrellas.

## Cultura

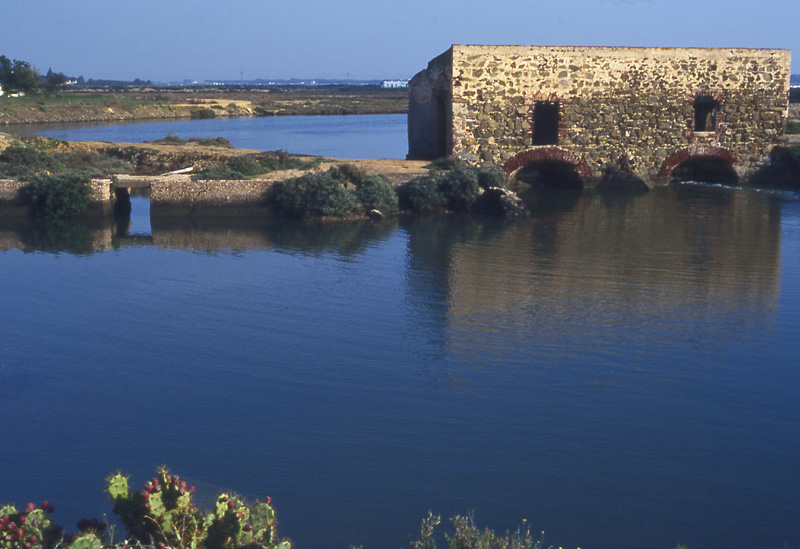
Molino de mareas en Isla Cristina.

En el catálogo de bienes pertenecientes al patrimonio histórico andaluz en la Costa Occidental de Huelva destacan los siguientes Bienes de Interés Cultural:
- Castillos: Cartaya (en pie), San Miguel (en ruinas) y Ayamonte, Lepe y La Redondela (desaparecidos).
- Torres de almenara: de Canela y del Catalán (en pie) y de El Terrón y Marijata (desaparecidas).
- Iglesias y conventos.
- Palomar de Huerta Noble
- Real de la Almadraba de Nueva Umbría
- Grabados Rupestres de Los Lirios
- Danza de los Palos

También destacan los molinos mareales ubicados en la costa -uno de ellos, El Pintado, ha sido rehabilitado como ecomuseo- y las zonas arqueológicas del Empire Warrior y el Espacio Subacuático Río Guadiana, ambas en Ayamonte.